# NGC 3665
NGC 3665 (również PGC 35064 lub UGC 6426) – galaktyka soczewkowata (S0), znajdująca się w gwiazdozbiorze Wielkiej Niedźwiedzicy. Odkrył ją William Herschel 23 marca 1789 roku.
W galaktyce tej zaobserwowano supernową SN 2002hl.